# Latendorf
Latendorf település Németországban, Schleswig-Holstein tartományban. Lakosainak száma 623 fő (2023. december 31.).

## Népesség
A település népességének változása:
| Lakosok száma | 557  | 589  | 590  | 587  | 622  | 617  | 623  |
|               | 1975 | 2014 | 2017 | 2019 | 2021 | 2022 | 2023 |